# Campeonato Chileno de Futebol de 2018
O Campeonato Chileno de Futebol de 2018 (oficialmente Campeonato Nacional Scotiabank 2018) foi a 102ª edição do campeonato do futebol do Chile. Em turno e returno os 16 clubes jogam todos contra todos. O campeão, o vice e o terceiro lugar são classificados para a Copa Libertadores da América de 2019. O outro classificados é o campeão da Copa Chile 2018. Para a Copa Sul-Americana de 2019 eram classificados o vice campeão da Copa Chile 2018 além dos quatro melhores da tabela que não foram para a Libertadores do torneio de transição. Os dois últimos colocados eram rebaixados diretamente para a Campeonato Chileno de Futebol - Segunda Divisão. 

## Participantes
| Equipe                                        | Cidade        | Região                           | No ano anterior | Estádio                                  | Capacidade | Títulos                                               | Participações |
| --------------------------------------------- | ------------- | -------------------------------- | --- | ---------------------------------------- | ---------- | ----------------------------------------------------- | ------------- |
| Club Social y Deportivo Colo-Colo             | Macul         | Região Metropolitana de Santiago | Campeão | Estádio Monumental David Arellano        | 47.017     | 32 (Último em 2017 Transición)                        | 102           |
| Club Deportivo Universidad Católica           | Las Condes    | Região Metropolitana de Santiago | Décimo Primeiro Lugar | Estádio San Carlos de Apoquindo          | 20.000     | 12 (último em 2016 Apertura)                          | 93            |
| Club Deportivo Palestino                      | La Cisterna   | Região Metropolitana de Santiago | Décimo Quinto Lugar | Estádio Municipal de La Cisterna         | 12.000     | 2 (1955, 1978)                                        | 80            |
| Club Universidad de Chile                     | Santiago      | Região Metropolitana de Santiago | Terceiro Lugar | Estádio Nacional de Chile                | 55.100     | 18 (último em 2017 Clausura)                          | 95            |
| Club Deportivo Huachipato                     | Talcahuano    | Região de Bío-Bío                | Décimo Segundo Lugar | Estádio Las Higueras                     | -----      | 2 (1974, 2012 Clausura )                              | 60            |
| Audax Italiano La Florida                     | La Florida    | Região Metropolitana de Santiago | Quinto Lugar | Estádio Municipal de La Florida          | 12.000     | 4 (1936, 1946, 1948, 1957)                            | 88            |
| Unión Española                                | Independencia | Região Metropolitana de Santiago | Vice Campeão | Estádio Santa Laura                      | 22.375     | 7 (1943, 1951, 1973, 1975, 1978, 2005 Apertura, 2013) | 100           |
| O'Higgins Fútbol Club                         | Rancagua      | Região de O'Higgins              | Décimo Lugar | Estádio El Teniente                      | 14.550     | 1 (2013 Apertura)                                     | 64            |
| Club de Deportes Iquique                      | Iquique       | Região de Tarapacá               | Décimo Sexto Lugar | Estádio Municipal de Iquique             | -----      | 0 (não possui)                                        | 30            |
| Club de Deportes Antofagasta                  | Antofagasta   | Região de Antofagasta            | Sétimo Lugar | Estádio Regional de Antofagasta          | 26.339     | 0 (não possui)                                        | 38            |
| Club Deportivo Universidad de Concepción      | Concepción    | Região de Bío-Bío                | Décimo Lugar | Estádio Municipal de Concepción          | 35.000     | 0 (não possui)                                        | 28            |
| Club Deportivo San Luis                       | Quillota      | Região de Valparaíso             | Nono Lugar | Estádio Municipal Lucio Fariña Fernández | 7.500      | 0 (não possui)                                        | 23            |
| Corporación Deportiva Everton de Viña del Mar | Viña del Mar  | Província de Valparaíso          | Quarto Lugar | Estádio Sausalito                        | 25.000     | 4 (1950, 1952, 1976, 2008 Apertura)                   | 71            |
| Club de Deportes Temuco                       | Temuco        | Região de Araucanía              | Sexto Lugar | Estádio Municipal Germán Becker          | 20.930     | 0 (não possui)                                        | 38            |
| Club Provincial Curicó Unido                  | Curicó        | Região de Maule                  | Oitavo Lugar | Estádio La Granja                        | 8.000      | 0 (não possui)                                        | 4             |
| Club de Deportes Unión La Calera              | La Calera     | Região de Valparaíso             | Ganhador da partida entre o último colocado entre promedios dos últimos três campeonatos chilenos com o campeão do Campeonato Chileno de Futebol de 2017 Transición - Segunda Divisão | Estádio Municipal Nicolás Chahuán Nazar  | 10.000     | 0 (não possui)                                        | 25            |

## Campeão
| Campeão Chileno 2018                                                  |
| --------------------------------------------------------------------- |
| Club Deportivo Universidad Católica (Las Condes) (13º título) Campeão |